# A Lluís Millet
A Lluís Millet és una escultura de l'artista Josep Salvadó Jassans ubicada davant del Palau de la Música Catalana a Barcelona.

## Història
És una obra realista de bronze realitzada a mida natural per l'artista català Josep Salvadó, deixeble de Joan Rebull i inaugurada el 3 de desembre de 1991 amb la presència del president del Parlament de Catalunya, Joaquim Xicoy i del president de l'Orfeó Català, Fèlix Millet. L'obra es va situar al costat del Palau de la Música Catalana amb motiu del cinquantenari de la mort del compositor Lluís Millet, un lloc triat especialment per recordar a un dels cofundadors de l'Orfeó Català, que també estava de celebració en complir 100 anys d'existència aquell mateix any.